# Kerekesházy József
Kerekesházy József, Kerekess (Budapest, 1912. április 4. – Bécs, 2003. augusztus 12.) író, történész.

## Életpályája
Budapesten született, apja Kerekes József (1881-1961) magas rangú katonatiszt, anyja Árpásssy Johanna Mária. Középiskoláit Bécsben végezte, majd a Pázmány Péter Tudományegyetemen szerzett diplomát. Egyetemi doktori értekezését diplomáciai jogtörténetből írta. Magyar anyanyelvén kívül németül, angolul, franciául, olaszul írt és olvasott, kutatásai során a középkori latin specialistájává vált.
Családtörténeti tanulmányok mellett szépirodalommal is kísérletezett. Átütő sikert ért el a Lipsz című regényével. A könyvet egy éven belül többször kiadták, azonnal több világnyelvre lefordították.
1935-45 között történelmi ismeretterjesztő tevékenysége jelentős. A rádióban rendszeres felolvasásokat tartott, az összes népszerű hetilapban saját rovata volt. Többnyire a nem Magyarországon tevékenykedő, de magyar származású történelmi alakokkal foglalkozott. Előadásait, írásait külön kötetekben is többször kiadták. Népszerű füzetregényeket is kiadott világhíres magyarokról. Tagja volt a lengyel–magyar kapcsolatok ápolását célul tűző Magyar Mickiewicz Társaságnak.
Történelmi regényei közül a legismertebb Az utolsó szultán. Újabban ismét kiadták Az igazi Kemál c. történelmi összefoglalóját.
1945 után keveset publikált. 1948-ig régi írásait többször kiadták, gyakran más címekkel, de ugyanazon tartalommal. 1963-ban kivándorolt Vöcklabruckba, majd Bécsbe költözött, ahol levéltári kutatóként dolgozott.

## Magánélete
1950-ben kötött házasságot Siposs Ilona Margittal (sz. 1920).

## Jelentősebb művei

### Szépirodalom
- Vihar Párizs főlött (1936)
- Lipsz (1939) (olasz, német, finn, spanyol fordításban is)
- Titkos esküvő (1943)
- Egyszer béke volt… (1945)

### Történelmi regények
- Rajzok az Árpádok és Anjouk korából (1934)
- Abedik gróf csodálatos élete - Iszpahántól a Mátráig (1938)
- A perzsa futár (1942) (olaszul fordításban is)
- Az utolsó szultán (1940); (olaszul, német fordításban is)
- Az igazi Kemál (1943); Új kiadás: 2000, Szeged, Terebess.
- Tóth Ferenc kalandjai a szultán fogságában (1943)
- A vörös szultán bukása (1943)
- Enver pasa (1946)

### Életrajzi elbeszélés-gyűjtemények
- Magyar császárok (1936)
- Messze országok, kalandos magyarok (1942)
- A világ urai (1943)
- Akiket elfelejtettünk (1945)

### Életrajzok
- Benyovszky Emánuel, a világutazó testvére (1936)
- A madagaszkári király családja: történelmi forrástanulmány (1937)
- Egy régi magyar generális élete és kora (1938)
- Apponyi (1943)

### Folyóirat-sorozatok
- Új Idők hetilap:

Régi idők – az Új Időkben: ceruzajegyzetek (1939-1943)
- Kis Újság napilap:

Világhírű magyarok (1940-43)
- Tolnai Világlapja hetilap:

A világtörténelem kulisszatitkai (1941-43)
- Pester Lloyd német nyelvű napilap:

Aus vergangenen Zeiten (1938-42)
- Volksblatt, bécsi napilap:

Vom Königreich zur Volksdemokratie (1963)

### Filmforgatókönyv
- Egy fiúnak a fele (1943)
  - Rendező: Hamza D. Ákos
  - Főszereplők: Ladomerszky Margit, Benkő Gyula
  - További részletek a filmről: NAVA

## II. Abdul Medzsid volt török szultán köszönőlevele Kerekesházy Józsefhez,
Az utolsó szultán szerzőjéhez. Megjelent az Új Idők hetilapban, 1942. év áprilisában, a következő magyarázattal és fordítással:
A Párizsban élő II. Abdul Medzsid, volt török szultán és kalifa, a magyar Külügyminisztérium útján küldte el saját kézírásával köszönőlevelét Kerekesházy Józsefnek.
 A levél szövege a következő:
„Párizs, 1942 március 2. Uram! Engedje meg, hogy elmondjam: milyen örömmel vettem át a magyar királyi alkonzul úrtól könyvének azt a példányát, amelyet szíves volt hozzám irányítani. Higgye el, meghatott különleges figyelme. Sajnálom, hogy nem értek az Ön szép nyelvén és így meg kellett elégednem azzal, hogy megcsodáljam azokat az érdekes fényképeket, amelyek könyvét díszítik. Közülük nem egy lehetővé tette számomra, hogy felidézzem a múltat, elégedett órákat, fájdalmas pillanatokat. Köszönöm, hogy alkalmat adott nekem és régi társaimnak arra, hogy újra átéljük a rég történteket. – Köszönöm, bár a száműzött honvágyát is felkavarta… Fogadja, kérem, Uram, élénk szerencsekívánataimat egy oly műhöz, amelyről azt vélem: érdekes is, hiteles is, és legyen meggyőződve hálás és rokonszenvvel telt érzelmeimről. II. Abdul Medzsid.”